# Спа-Франкоршан
Спа-Франкоршан (на френски: Spa-Francorchamps) е писта за провеждане на състезания от Формула 1 и 24 Часови състезания с прототипи за издръжливост, която се намира в близост до градовете Спа и Франкоршан в Белгия.

## Име
Пистата е наричана от феновете просто Спа по името на едноименния белгийски град в нейните околности.

## История
Пистата е проектирана от Жул Ди Тер и Анри Лангоа Ван Орфем. За първи път се използва през 1921 г. за Белгийската Мотоциклетна Гран При. Първоначалният вариант е бил с дължина 15,5 километра и е създаден със свързването на обществени пътища между градовете Франкоршан, Малмеди и Ставелот в Ардените, Белгия.
4 години по-късно за първи път приема състезание за Голямата награда на Белгия, спечелено от Антонио Аскари с Алфа Ромео, правейки само 7 обиколки.
Между 1950 и 1970 година Спа домакинства на 18 старта за Голямата награда на Белгия. Поради остарялата инфраструктура и необичайно дългото трасе, състезанията за Голямата награда на Белгия преминават на пистите Нивел и Золдер.
През 1985 година след реконструирането на трасето, състезанията отново се провеждат тук. Така в настоящия си вариант тя е с дължина 7,004 км, със спускания и изкачвания, характерни само за тази писта. Въпреки промените по пистата, тя остава най-дългата в календара на Формула 1.
Спа е характерна и с това, че може да поднесе много неприятни изненади при променливо време. Поради дължината на трасето и разположението му в тази хълмиста местност често се случва в единия край на пистата да е слънчево и сухо, а в другия да вали дъжд. Условия, които предоставят допълнително предизвикателство за пилота.
Пистата е любима както на феновете, така и на самите пилоти.

## Характеристика
Разположена е в централна Белгия, на около 10 км от град Лиеж и на около 50 км от град Аахен. До пистата води главния път свързващ Брюксел и Лиеж. На 110 км е международното летище „Завентем“ в столицата Брюксел, но има и летище за по-малки самолети на 5 км.

## Завои и сектори
„Ла Сорс“ – първият десен завой след старт финалната права. Характерен е с това, че е много остър и се взима на ниска предавка (най-обикновено на втора). При излизането от него, пилотите ускоряват на пълна газ към завоите „Червената вода“ и „Редион“
„Червената вода и Редион“– името на тази част от пистата идва от потокът, който минава през тунел под пистата в тази зона. Малката рекичка носи името „Еу Руж“, което преведено означава „червена вода“. Самата почва и скалите, около поточето са рижаво червени заради наличието на желязо в тях и оксидирането му. Това създава илюзията за червения цвят на водата в малката рекичка. От там идва и името на потокът и наименованието на зоната от пистата. Това вероятно е най-емблематичния и популярен завои във Формула 1. Сам по себе си завоя „червената вода“ представлява само левия завой при спускането до най-ниската му точка. Веднага след кота нула следва десен завои с изкачване наречен „Редион“ – в превод от Френски – „стръмен път“. Тази зона от трасето изисква изключителна координация от пилотите, тъй като правилното позициониране на автомобила дава възможност за атакуване на шикана на максимална скорост предвид дългата права „Кемъл“, която следва след „червената вода“. Максималната скорост, с която един Touring автомобил взима завоя, е между 160 и 180 км/ч. Автомобилите от Porsche 911 GT3 Cup влизат в този участък със скорост над 240 км/ч, докато автомобилите от Формула 1 атакуват шикана със скорост над 300 км/ч. Загубата на контрол над автомобила в този участък води почти винаги до сериозен инцидент, тъй като рязката промяна от спускане към изкачване води до олекване на задницата.
„Ле Комб“ - След най-бързата част от пистата правата „Кемъл“ следват поредица от три завоя – десен, ляв, десен. Шиканът е характерен със средна скорост. Пилотите са с изострено внимание при излизането от втория десен и последващата къса права. Възможно е подхвърляне и загуба на контрол на автомобила при прекалено агресивна атака на кърбовете.
„Брюксел“ – След „Ле Комб“ има къса права, и леко спускане след което следва 180 градусовия завои „Брюксел“ - бивш „Риваж“.
„Пухон“ – Завой №12 от пистата Спа носи името на фонтан в близкия едноименен град (Спа). Завоя е много коварен и предразполага пилотите за грешки предвид високата скорост – развита преди него и честото изпускане на точката за спиране. Сам по себе си Пухон представлява два леви завоя един след друг.
„Бланшимон“ - Високоскоростният ляв завой Blanchimont, присъства както в старата 14-километрова конфигурация, така и в новата, по-къса писта от 7 км. Той е последният плавен завои преди шикана Bus Stop, който води към старт финалната права.
„Bus Stop“ – Една от версиите за името на този завои, е че в зоната на последните завои 18 и 19 е имало автобусна спирка преди реконструкцията на пистата.

## Победители във Формула 1
| Година | Пилот              | Конструктор         | Статистика |
| ------ | ------------------ | ------------------- | ---------- |
| 2013   | Себастиан Фетел    | Ред Бул-Рено        | Статистика |
| 2012   | Дженсън Бътън      | Макларън-Мерцедес   | Статистика |
| 2011   | Себастиан Фетел    | Ред Бул-Рено        | Статистика |
| 2010   | Луис Хамилтън      | Макларън-Мерцедес   | Статистика |
| 2009   | Кими Райконен      | Ферари              | Статистика |
| 2008   | Фелипе Маса        | Ферари              | Статистика |
| 2007   | Кими Райконен      | Ферари              | Статистика |
| 2005   | Кими Райконен      | Макларън-Мерцедес   | Статистика |
| 2004   | Кими Райконен      | Макларън-Мерцедес   | Статистика |
| 2002   | Михаел Шумахер     | Ферари              | Статистика |
| 2001   | Михаел Шумахер     | Ферари              | Статистика |
| 2000   | Мика Хакинен       | Макларън-Мерцедес   | Статистика |
| 1999   | Дейвид Култард     | Макларън-Мерцедес   | Статистика |
| 1998   | Деймън Хил         | Джордан-Муген-Хонда | Статистика |
| 1997   | Михаел Шумахер     | Ферари              | Статистика |
| 1996   | Михаел Шумахер     | Ферари              | Статистика |
| 1995   | Михаел Шумахер     | Бенетон-Рено        | Статистика |
| 1994   | Деймън Хил         | Уилямс-Рено         | Статистика |
| 1993   | Деймън Хил         | Уилямс-Рено         | Статистика |
| 1992   | Михаел Шумахер     | Бенетон-Форд        | Статистика |
| 1991   | Айртон Сена        | Макларън-Хонда      | Статистика |
| 1990   | Айртон Сена        | Макларън-Хонда      | Статистика |
| 1989   | Айртон Сена        | Макларън-Хонда      | Статистика |
| 1988   | Айртон Сена        | Макларън-Хонда      | Статистика |
| 1987   | Ален Прост         | Макларън-ТАГ-Порше  | Статистика |
| 1986   | Найджъл Менсъл     | Уилямс-Хонда        | Статистика |
| 1985   | Айртон Сена        | Лотус-Рено          | Статистика |
| 1983   | Ален Прост         | Рено                | Статистика |
| 1970   | Педро Родригес     | БРМ                 | Статистика |
| 1968   | Брус Макларън      | Макларън-Форд       | Статистика |
| 1967   | Дан Гърни          | Игъл-Уестлейк       | Статистика |
| 1966   | Джон Съртис        | Ферари              | Статистика |
| 1965   | Джим Кларк         | Лотус-Клаймакс      | Статистика |
| 1964   | Джим Кларк         | Лотус-Клаймакс      | Статистика |
| 1963   | Джим Кларк         | Лотус-Клаймакс      | Статистика |
| 1962   | Джим Кларк         | Лотус-Клаймакс      | Статистика |
| 1961   | Фил Хил            | Ферари              | Статистика |
| 1960   | Джак Брабам        | Купър-Клаймакс      | Статистика |
| 1958   | Тони Брукс         | Вануол              | Статистика |
| 1956   | Питър Колинс       | Ферари              | Статистика |
| 1955   | Хуан Мануел Фанджо | Мерцедес            | Статистика |
| 1954   | Хуан Мануел Фанджо | Мазерати            | Статистика |
| 1953   | Алберто Аскари     | Ферари              | Статистика |
| 1952   | Алберто Аскари     | Ферари              | Статистика |
| 1951   | Джузепе Фарина     | Алфа Ромео          | Статистика |
| 1950   | Хуан Мануел Фанджо | Алфа Ромео          | Статистика |

Най-много първи позиции на старта:
- Хуан Мануел Фанджо – 4
- Аертон Сена – 4
- Ален Прост – 3
- Греъм Хил – 3
- Мика Хакинен – 3
- Жак Вилньов – 2
- Найджъл Менсъл – 2

Най-много победи при пилотите:
- Михаел Шумахер – 6
- Аертон Сена – 5
- Кими Райконен – 4
- Джим Кларк – 4
- Деймън Хил – 3
- Хуан Мануел Фанджо – 3
- Алберто Аскари – 2
- Ален Прост – 2

Победи при конструкторите:
- Макларън – 9
- Ферари – 9
- Лотус – 5
- Уилямс – 3
- Бенетон – 2
- Алфа – 2